# Bruce E. Melnick
Bruce Edward Melnick (* 5. Dezember 1949 in New York City, New York) ist ein ehemaliger US-amerikanischer Astronaut und Offizier der amerikanischen Küstenwache.

## Ausbildung
Nach seinem High-School-Abschluss 1967 studierte Melnick Ingenieurwesen. Zunächst besuchte er die Technische Hochschule Georgia, bevor er zur Coast Guard Academy nach Connecticut wechselte. Diese verlieh ihm 1972 einen Bachelor im Fach Ingenieurwissenschaft. Danach belegte er an der University of West Florida das Fach Luftfahrttechnik und erhielt 1975 einen Master.
Melnick war 20 Jahre lang Angehöriger der amerikanischen Küstenwache. Unter anderem war er Operationsoffizier und Testpilot.

## NASA-Tätigkeit
Melnick wurde im Juni 1987 in die zwölfte Astronautengruppe (The GAFFers) der NASA gewählt. Nach seiner Ausbildung zum Missionsspezialisten arbeitete er in verschiedenen Unterstützungsmannschaften am Kennedy Space Center.
Seinen ersten Weltraumeinsatz absolvierte Melnick als Mitglied der Mannschaft von STS-41. Der Flug wurde von der Raumfähre Discovery im Oktober 1990 durchgeführt und setzte die Sonnensonde Ulysses aus.
Melnicks zweite und letzte Raumfahrtmission fand zwei Jahre später statt und war der Jungfernflug des Orbiters Endeavour. STS-49 flog den im März 1990 gestarteten Satelliten INTELSAT F-3 an, der in einem falschen Orbit abgesetzt worden war. Der Satellit wurde mit einer neuen Oberstufe ausgestattet, die ihn in eine geostationäre Umlaufbahn brachte.
Insgesamt verbrachte er 12 Tage, 23 Stunden und 27 Minuten (ca. 300 Stunden) im All. Melnick war der erste Astronaut der amerikanischen Küstenwache.

## Nach der NASA
1992 schied Melnick sowohl aus der Küstenwache als auch bei der NASA aus und ging zur Lockheed Space Operations Company. 1994 wechselte er zu United Space Alliance, 1996 zu McDonnell Douglas, die 1997 mit Boeing verschmolz. Melnick war am Kennedy Space Center für alle Dienstleistungen zuständig, die Boeing dort für die NASA und das US-Verteidigungsministerium leistete. Dies umfasste die Nutzlasten des Space Shuttle und der Delta-Raketen. Melnick schied am 1. April 2007 bei Boeing aus.

## Sonstiges
Am 28. April 2001 erhielt Melnick eine Ehrendoktorwürde der University of West Florida für seine Verdienste um die Naturwissenschaften.  Er wohnt mit seiner Frau und zwei Kindern auf Merritt Island (Florida).